# Iglesia ortodoxa de Alejandría

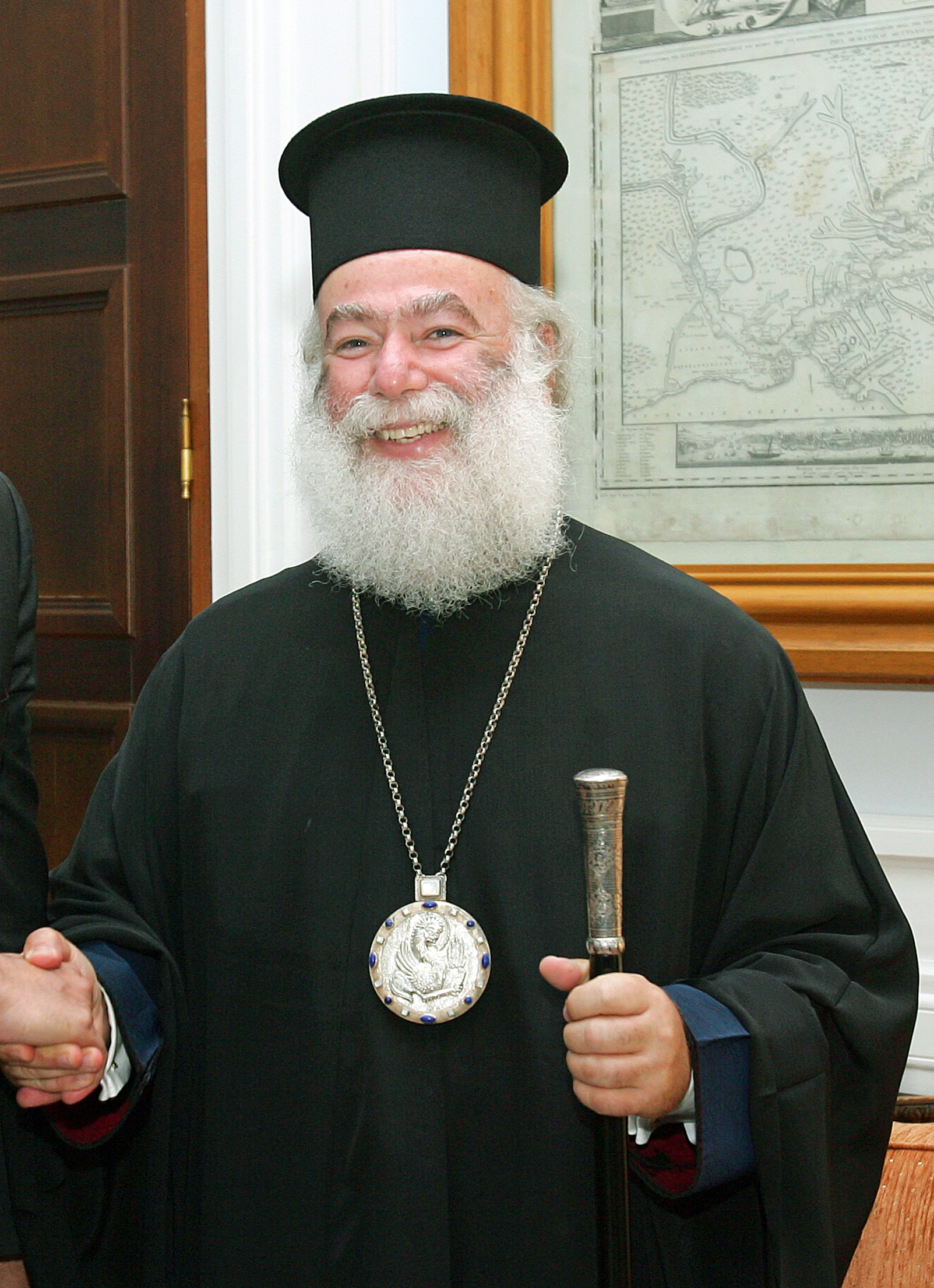
Teodoro II de Alejandría, patriarca desde el 9 de octubre de 2004.

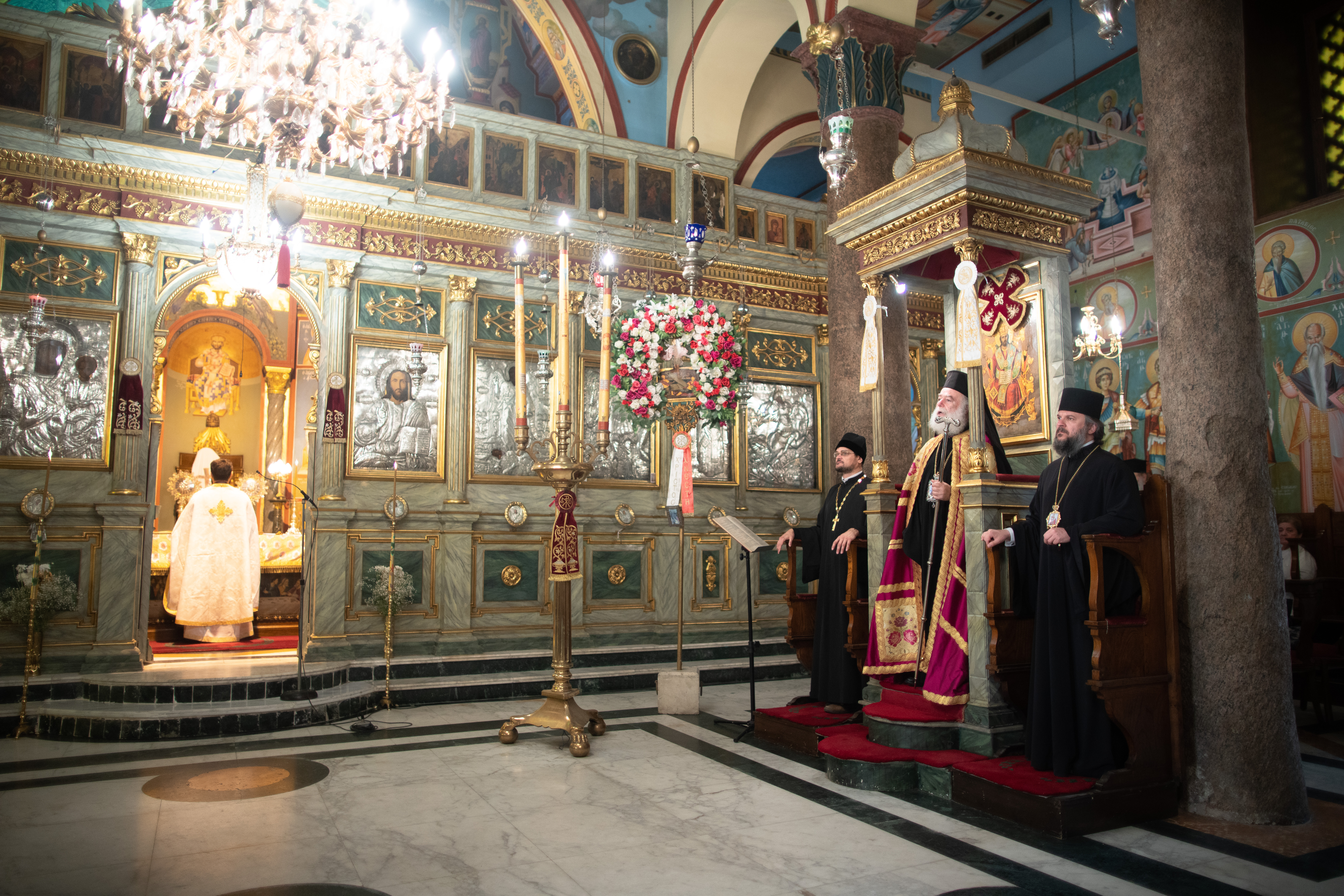
Celebración litúrgica en la iglesia de San Saba en Alejandría.

La Iglesia ortodoxa de Alejandría, oficialmente Patriarcado de Alejandría y de toda África (en griego antiguo: Πατριαρχεῖον Ἀλεξανδρείας καὶ πάσης Ἀφρικῆς), también conocida como Iglesia ortodoxa griega de Alejandría o patriarcado ortodoxo griego de Alejandría y de toda África por utilizar el griego como lengua litúrgica, es una de las Iglesias autocéfalas que conforman la Iglesia ortodoxa y uno de los cinco antiguos patriarcados anteriores al Gran Cisma. Está encabezada por el patriarca greco-ortodoxo de Alejandría y de toda África, quien ocupa el segundo lugar de precedencia entre los patriarcas de la Iglesia ortodoxa.
Al igual que la Iglesia copta ortodoxa y la Iglesia católica copta, esta Iglesia se considera heredera de la antigua Iglesia de Alejandría, siendo su patriarca el sucesor de Marcos el Evangelista, autor del segundo libro del Evangelio en el siglo I, que habría predicado en Egipto entre los años 43 y 61. La Iglesia agrupa a unos 500 000 fieles en África.

## Historia

### Origen
La ciudad de Alejandría era la capital de la provincia de Egipto y una de las grandes metrópolis del Imperio romano, donde residía una fuerte colonia judía. Según la tradición cristiana, Marcos el Evangelista habría sido enviado a esta ciudad por los apóstoles Pedro y Pablo cerca del año 43, durante la época del emperador romano Claudio. En 62 Marcos habría nombrado al obispo Aniano, dejando la ciudad para viajar a Roma a reunirse con Pedro y más tarde habría predicado en el noreste de Italia, en Aquileia y Rávena. Parece que regresó a Alejandría, alrededor del año 64, pero después de esta fecha no hay información más confiable sobre él. Según Eusebio de Cesarea (siglo IV) y La leyenda dorada (siglo XIII), Marcos fue martirizado en Alejandría, siendo su cuerpo arrastrado por las calles de la ciudad.
Los primeros cristianos de Egipto eran principalmente judíos de Alejandría, pero luego de ellos un gran número de egipcios abrazó la fe cristiana. El cristianismo se extendió por todo Egipto en unas pocas décadas, como puede verse en los escritos del Nuevo Testamento en Bahnasa, en el Egipto Medio, que datan alrededor del año 200, y un fragmento del Evangelio de Juan escrito en idioma copto, que se encuentra en el Alto Egipto y que datan de la primera mitad del siglo II. En tiempos de las persecuciones romanas, una motivación extra para la conversión era la oposición al dominio romano establecido recientemente en el siglo I a. C., que había sometido a la población egipcia a una escasa minoría dirigente de origen grecorromano. A esta situación habría que añadir las enormes cargas fiscales a las que fueron sometidos los campesinos egipcios y la explotación económica general a la que fue subordinado todo Egipto, territorio que se consideraba el "granero del Imperio". 

### Desarrollo
La ciudad de Alejandría, debido a su importancia urbana y geográfica y sus orígenes importantes como sede apostólica, pronto se convirtió en uno de los principales centros de difusión del cristianismo, con un gran peso en la dirección de las primeras comunidades cristianas. Durante el obispado de Marcos II de Alejandría, a mediados del siglo II, las corrientes teológicas (más tarde consideradas herejías gnósticas) de Basilides, Carpocrates y Valentino comenzaron a formarse dentro de la comunidad alejandrina; en contra de ellos estuvo el obispo Agripino, quien llegó a negar la validez del bautismo recibido por herejes.
La Iglesia de Alejandría aumentó su prestigio entre los siglos II y III gracias al desarrollo de la Escuela catequística de Alejandría y el nacimiento y difusión del monacato en sus diversas formas. A la cabeza de la escuela teológica de Alejandría estuvo Heraclas de Alejandría, quien poco después se convirtió en obispo de la ciudad. A partir de su episcopado (231-248) los obispos alejandrinos tomaron el título de Papa, en griego: Παπας, un término familiar para «padre».
Figuras prominentes de la Iglesia alejandrina fueron: Clemente de Alejandría, Orígenes y Atanasio de Alejandría. Durante los primeros tres siglos, se construyeron una gran cantidad de iglesias y se desarrolló un rito litúrgico propio: la liturgia del apóstol Marcos (alejandrina).
A principios del siglo IV un presbítero proveniente de lo que hoy es Libia, llamado Arrio, que servía en la catedral de Baucalis, comenzó a predicar, sobre la base de las doctrinas gnósticas del siglo anterior, la subordinación de Cristo a Dios Padre, negando la doctrina de la Santísima Trinidad. La doctrina de Arrio atrajo la atención del obispo Pedro de Alejandría, quien lo excomulgó. El obispo Alejandro de Alejandría convocó en 318 un sínodo durante el cual se condenó la doctrina arriana, lo que provocó que Arrio huyera a Constantinopla. Este sínodo reconoció a Alejandría como sede metropolitana.
No obstante, la doctrina arriana se difundió en toda la cristiandad, por lo cual el Concilio de Nicea (325) fue convocado por el emperador Constantino para resolver el asunto y dio lugar a la formulación del Credo Niceno, siendo recitado por todos los cristianos, y cuyo autor fue el obispo Atanasio de Alejandría. En este concilio también se reconoció la preeminencia de la sede de Alejandría junto con las de Roma y Antioquía, declarándose la primacía de la Iglesia de Roma, sede del sucesor de san Pedro, y después de Roma, Alejandría, sede del sucesor de san Marcos, cuya jurisdicción se extendía en este tiempo sobre las 100 diócesis del valle del Nilo, señal de la vitalidad de esta Iglesia. Cerca del 330 la Iglesia de Alejandría extendió su jurisdicción más allá de las fronteras del Imperio romano, hacia Etiopía, cuando Atanasio designó obispo a Frumencio de Aksum.
En 357 el obispo de Alejandría se vio obligado a huir de la ciudad nuevamente, refugiándose en el desierto, mientras que otro arriano, Jorge de Alejandría, se sentó en su silla. En 358 incluso el obispo de Roma Liberio se vio obligado a condenar al metropolitano egipcio, pero en 362 fue restablecida la ortodoxia.
El Concilio de Constantinopla I en 381 reconoció al metropolitano de Alejandría poderes de inspección sobre todos los obispos de Egipto. También decidió que el obispo de la capital imperial (Constantinopla) «tendría primacía de honor, después del obispo de Roma, puesto que Constantinopla es la Nueva Roma», dándole un rango superior con respecto a los de Alejandría y Antioquía, imposición que suscitó la indignación de los egipcios y de su patriarca. Esta decisión se tomó una vez que se marcharon los legados papales, debido a las presiones del emperador Teodosio y se basó únicamente en que Constantinopla era la capital del recién establecido Imperio bizantino, sede del emperador.

### Cisma
La Iglesia de Alejandría, que tenía su propia escuela de teología, se convirtió en una constante defensora de la cristología miafisista, lo que le permitió proteger la enseñanza de la Iglesia contra el difisismo nestoriano que surgió en la escuela teológica de Antioquía. La negativa del patriarca alejandrino Dióscoro I (444–451) a reconocer las enseñanzas diofisistas del papa León llevó en 451 a la convocatoria del Concilio de Calcedonia, donde, a pedido de los legados papales Dióscoro fue condenado y depuesto. La autoridad imperial impuso como patriarca a Proterio, quien fue derrocado tan pronto como la ciudad fue abandonada por las tropas imperiales. En su lugar fue designado el patriarca anticalcedoniado Timoteo, lo que condujo a un conflicto con las autoridades de Constantinopla y dio lugar a la división de la Iglesia alejandrina en dos Iglesias paralelas: no calcedoniana y calcedoniana. Mientras que la mayoría de los fieles y los monjes dieron a luz a una Iglesia nacional, más tarde llamada copta, un pequeño grupo de fieles y la mayoría de los obispos, de lengua y nacionalidad griega, se reunieron alrededor de Proterio en defensa del credo proclamado en Calcedonia; este segundo grupo de cristianos fue llamado despectivamente "melquita", es decir, fiel a Melek, el emperador de Bizancio. Desde 538 las estructuras patriarcales se dividieron permanentemente y la historia de las dos Iglesias procedió separada la una de la otra, no sin tensiones y enfrentamientos, a veces incluso sangrientos. Desde el momento de la persecución del emperador Justiniano I contra los no calcedonianos y hasta la anexión de Egipto por los árabes, los patriarcas no calcedonianos, que huían de la persecución, tenían su propio monasterio de San Macario en las montañas de Egipto. Según algunos historiadores, a principios del siglo VII, de los aproximadamente seis millones de habitantes cristianos de Egipto, solo había unos 300 000 miembros de la Iglesia calcedoniana alejandrina, y el resto era la Iglesia ortodoxa copta.

### Dominio persa y árabe
Con la ocupación persa de Egipto en 619, la Iglesia ortodoxa griega fue la más afectada, ya que se la consideraba una seguidora y amiga del emperador bizantino. La misma situación de dificultad y sufrimiento se sintió después de la ocupación árabe musulmana del país, en 638. La conquista árabe de Egipto puso fin a la rivalidad entre los patriarcas de las dos Iglesias alejandrinas, ya que el patriarca griego salió de Egipto en 651 con el ejército bizantino y murió en Constantinopla en 654. Después de él, la sucesión de los patriarcas griegos de Alejandría fue interrumpida por más de 70 años. La Iglesia de Alejandría finalmente cayó en decadencia, ya que dependía completamente de la Iglesia de Constantinopla, pasando la mayoría de sus templos a la Iglesia copta. Con el apoyo del emperador bizantino León III fue elegido en 727 el patriarca Cosme I y en 731 el califa Hisham ibn Abd al-Málik le permitió el regreso a Egipto. Cosme I logró que el califa le devolviera muchas iglesias que habían pasado a los coptos después de la partida de los bizantinos. En ese momento, la Iglesia griega de Alejandría estaba en crisis, asociada con una nueva ola de proliferación del monotelismo. Bajo el califa al-Mutawakkil (847-861), los cristianos tuvieron que soportar una severa persecución. Muchas iglesias fueron destruidas y la adoración y los sacramentos fueron prohibidos. Desde el siglo VII, la diócesis de Axum, como toda la Iglesia etíope, pasó a la jurisdicción de la Iglesia copta monofisita.
La severa disminución experimentada por la Iglesia de Alejandría bajo el dominio musulmán condujo a la limitación extrema de las fuentes históricas que hacen posible juzgar su vida interna, estructura social, etc. Se sabe que el número de ortodoxos en Egipto fue extremadamente pequeño y en constante disminución. Con 300 000 personas en la época de los árabes, luego la comunidad melquita disminuyó a 90 000-100 000 a principios del siglo XIII y a varios miles al comienzo de la era otomana. Hacia el siglo X la comunidad ortodoxa de Egipto fue arabizada y desarrolló su propia literatura en idioma árabe, siendo Eutiquio el primer patriarca de habla árabe en 933.
Alejandría rompió su comunión con la Iglesia de Roma luego del Gran Cisma de 1054, cuando el patriarcado de Alejandría se mostró a favor de la Iglesia de Constantinopla, pero su ruptura definitiva con el obispo de Roma fue oficialmente años más tarde.
A partir del siglo XI comenzó la ola de rehelenización de la Iglesia de Alejandría, se fortalecieron sus lazos con Constantinopla y en el siglo XII adoptó el rito bizantino. Durante las Cruzadas se establecieron lazos entre el papado romano. Por la carta Ex litteris quas de 29 de abril de 1213, Inocencio III invitó a Nicolás I al IV Concilio de Letrán en el que la Iglesia de Alejandría estuvo representada por el delegado patriarcal, el diácono German. Pronto, las relaciones de la Iglesia de Alejandría con Roma se interrumpieron, como lo demuestra el nombramiento del primer patriarca latino Atanasio de Clérmon en el trono papal alejandrino en 1219 por los cruzados. Sin embargo, ni él ni sus sucesores pudieron establecerse en el trono pontificio de Alejandría y fueron considerados titulares. Al establecerse el patriarcado latino de Jerusalén durante las Cruzadas, las diócesis periféricas del patriarcado ortodoxo de Jerusalén fueron administradas por el de Alejandría, incluyendo al Sinaí. En el siglo XIV estos territorios fueron devueltos a Jerusalén, con excepción de la Iglesia del Sinaí.
En 1439 el representante del patriarca alejandrino Filoteo firmó la unión en el Concilio de Florencia, pero esta no pudo sostenerse luego de la caída de Constantinopla en 1453.

### Dominio otomano
En 1517 Egipto se convirtió en una de las provincias del Imperio otomano. El sultán Selim I otorgó al patriarca Joaquín un firman que reconoció sus privilegios patriarcales y le dio protección. El patriarca tenía un poder absoluto sobre todos los clérigos y monjes, pudiendo elegir y deponer a los obispos de Egipto. Como líder civil tenía el derecho de resolver sobre divorcios, disputas hereditarias y de otra índole de su grey sin intervención de las autoridades otomanas. La residencia del patriarca de Alejandría se trasladó a Constantinopla, lo que contribuyó a la consolidación final de la liturgia bizantina en la práctica litúrgica de la Iglesia de Alejandría. El patriarcado alejandrino en realidad perdió su independencia, convirtiéndose en dependiente del patriarca de Constantinopla, quien, junto con su sínodo, nombró a los patriarcas de Alejandría. De hecho, el patriarca mismo gobernó el pequeño rebaño, bajo el cual a veces había otro obispo. Como la mayoría de los ortodoxos en Egipto eran griegos, el clero de la Iglesia de Alejandría era exclusivamente griego. En 1544 el patriarca Joaquín I aceptó por instigación del Sínodo de Constantinopla que el arzobispo del Sinaí volviera a ser ordenado por el patriarca de Jerusalén.

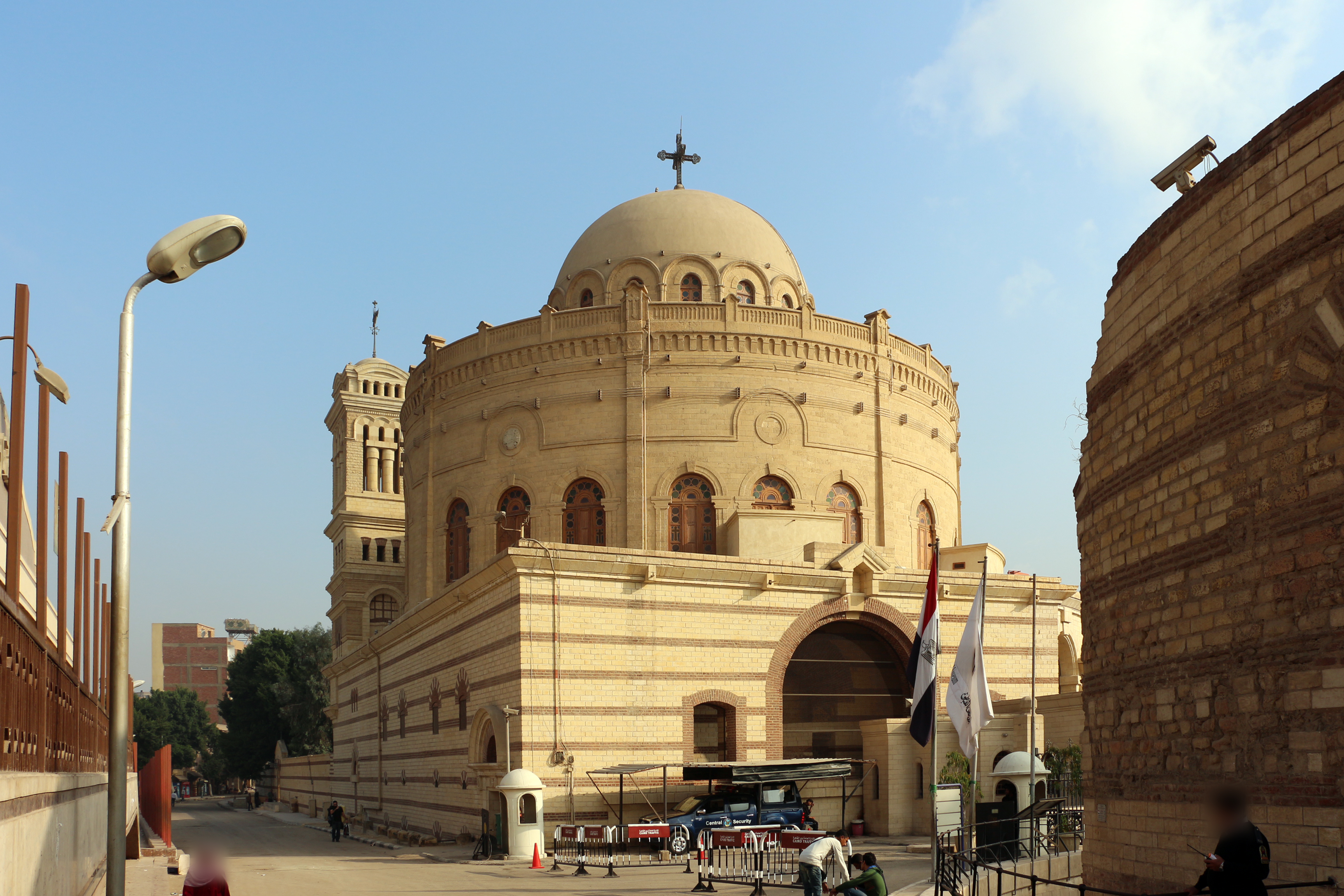
Iglesia de San Jorge en El Cairo.

Desde el siglo XVI hasta principios del siglo XIX, hubo solo 8 templos en el patriarcado, 4 en El Cairo, y uno en Alejandría (en el monasterio de San Saba), Rosetta y Damietta. Los dos monasterios existentes eran el de San Saba y el del Gran Mártir Jorge en El Cairo, en donde residía el patriarca. El período de paz que siguió a la conquista otomana permitió a la Iglesia ortodoxa griega recuperar su autonomía, reorganizar las diócesis e iglesias y aumentar la vida religiosa. Sin embargo, durante el levantamiento contra las fuerzas de ocupación de Napoleón I, que ocuparon Egipto en 1798, multitudes de musulmanes destrozaron barrios cristianos, matando a sus habitantes.
La posición de los cristianos mejoró solo durante el reinado del bajá egipcio Mehmet Alí (1805-1848), quien restableció el orden en el país. Cuando comenzó la revolución griega de 1821 y los pogromos anticristianos estaban ocurriendo en todo el Imperio otomano, Egipto era la única región en donde las autoridades pudieron evitarlos. Muchas familias de comerciantes griegos se mudaron a Egipto, lo mismo que árabes ortodoxos de Siria y Líbano.

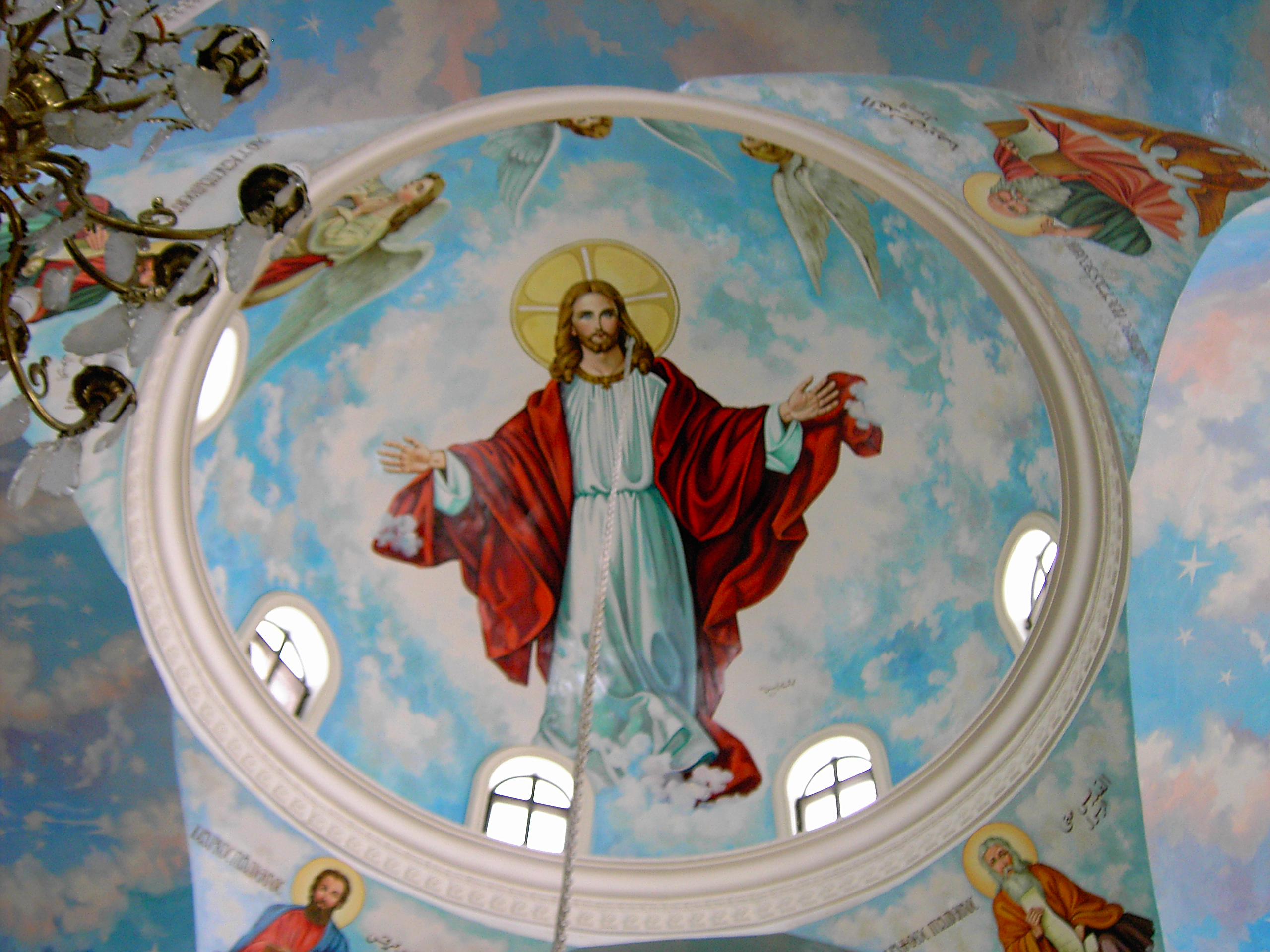
Vista del interior de la catedral de la Anunciación en Alejandría.

### Restablecimiento
Solo en 1811 se estableció de nuevo el patriarca definitivamente en Alejandría. En los años 1830-1840, los observadores estimaron el número de la comunidad ortodoxa de Egipto en 2000-5000 personas, incluidos los extranjeros que viven en el país. La mayoría de los ortodoxos vivían en El Cairo, Alejandría y Damieta, y además existían comunidades insignificantes en Rosetta y Suez. En 1856 fue construida la catedral de la Anunciación de la Theotokos en Alejandría. Bajo el patriarca Jeroteo II (1847-1858) fueron designados algunos obispos, lo que hizo posible que el 17 de enero de 1866 el patriarca Nicanor fuera elegido en Egipto y no en Constantinopla. En 1862 fue resuelto el largo conflicto con la Iglesia del Sinaí, aceptando la existencia de las dependencias y servicios religiosos de esa Iglesia en El Cairo.
En 1882 Egipto fue ocupado por fuerzas británicas y luego recibió a muchos inmigrantes ortodoxos griegos y sirios. A principios del siglo XX la comunidad ortodoxa contaba con unas 100 000 (63 000 griegos y el resto árabes). El clero del patriarcado de Alejandría en ese momento contaba (además del patriarca) con dos metropolitanos y 50 clérigos. A principios del siglo XX comenzó la inmigración a Egipto de los griegos de Asia Menor y continuó la de los árabes ortodoxos, como resultado de lo cual en 1930 había allí 150 000 fieles ortodoxos. En 1901 el patriarca Focio restableció la metrópolis de Ptolemaida.
En 1925 el archimandrita griego Nicodemo (Sarikas), que vivía en Moshi, Tanzania, bautizó a los primeros africanos ortodoxos no egipcios. Casi al mismo tiempo comenzó la misión en Uganda y luego en Kenia. Durante el patriarcado de Melecio II (1926-1935) (quien fue también patriarca de Constantinopla y arzobispo de Atenas) se redactaron las reglas de autogobierno de la Iglesia de Alejandría y fue adoptado el calendario juliano revisado, excepto por el mantenimiento del uso del calendario juliano tradicional para el cálculo de la Pascua. Melecio fundó el seminario de San Atanasio y en 1928 extendió la jurisdicción del patriarcado de Alejandría a toda África, reemplazando las palabras todo Egipto por toda África en el título patriarcal. Al mismo tiempo, el territorio de la antigua Iglesia de Cartago también se convirtió en parte del patriarcado de Alejandría y el trono quedó dividido en 9 provincias eclesiásticas desde 1931. Después de la Segunda Guerra Mundial, debido a la emigración a otros países (principalmente a Australia), hubo una fuerte reducción de fieles griegos en Egipto.
En 1946 un grupo de ortodoxos de Uganda y Kenia ligados a la Iglesia ortodoxa africana fueron aceptados en plena comunión canónica con el trono patriarcal, y en 1963 fueron anexados a la Iglesia de Alejandría. Entre 1952-1960 se produjo en Kenia la Rebelión del Mau Mau en la que los ortodoxos locales se vieron envueltos, por lo que las autoridades británicas cerraron todas sus iglesias y encarcelaron al clero, permaneciendo solo abierta la iglesia de Nairobi por ser de emigrantes griegos principalmente. En 1982 fue inaugurado el seminario patriarcal del arzobispo Macario III en Nairobi en donde estudian los futuros sacerdotes ortodoxos de muchos países africanos.
El 11 de septiembre de 2004, cuando viajaba al Monte Athos el patriarca Pedro VII murió en un accidente de helicóptero en el mar Egeo junto a otros 3 obispos y otras 14 personas.

## Organización
En teoría tiene jurisdicción sobre la Iglesia Ortodoxa en todos los países pertenecientes al continente africano.
El patriarcado comprende: 1 sede patriarcal y arquidiócesis, 33 metropolitanatos y 5 diócesis. Todos sus titulares integran el Santo Sínodo del patriarcado, cuya sede está en Alejandría.
La información sobre las diócesis del patriarcado de Alejandría durante los siglos VII al XV es muy escasa y solo se conocen poco más de 10 nombres de obispos diocesanos. En las fuentes de los siglos IX a XII se mencionan los metropolitanatos de Babilonia, Tebas, Al-Farama (Pelusio), Tinis, Damieta, Fustat y otros. Después de que los fatimíes construyeron su nueva capital de El Cairo en el sitio de Fustat, alrededor del siglo XI la residencia del patriarca fue trasladada allí desde Alejandría. Para el siglo XI solo existían 3 diócesis en el patriarcado, que disminuyeron a 2 en el siglo XIV y a solo el trono patriarcal en el siglo XV. A principios del siglo XX existían 2 metropolitanatos (uno en Trípoli y otro en Ptolemaida). En 1908 fueron creados los de Leontópolis, Nubia y Axum y en 1914 el de Pelusio. En noviembre de 1931 el patriarcado estaba compuesto por los 9 metropolitanatos siguientes: Trípoli, Leontópolis (Zaqaziq), Pelusio (Puerto Saíd), Hermópolis (Tanta), Ptolemaida (Menia), Axum (Adís Abeba), Johannesburgo, Nubia (Jartum), Cartago (Túnez).

### Dependencias del patriarca
- Santa arquidiócesis de Alejandría: es la diócesis propia del patriarca. Se subdivide en dos vicariatos en Egipto:
  - Vicariato patriarcal en Alejandría, su catedral en Alejandría es la catedral de la Anunciación de los Theotokos. Comprende 15 iglesias. En 2019 el vicario es el arzobispo de Acra.
  - Vicariato patriarcal en El Cairo, su catedral en El Cairo es la catedral patriarcal de San Nicolás. Comprende 12 iglesias. En 2019 el vicario es el arzobispo de Menfis.

Existen 3 monasterios patriarcales en Egipto:
- Santo monasterio patriarcal de San Sabas el Santificado (Alejandría)
- Santo monasterio patriarcal de San Nicolás (El Cairo)
- Santo monasterio patriarcal de San Jorge (El Cairo). En 2019 su abad es el metropolitano titular de Babilonia.

### Metropolitanatos y diócesis
En Egipto
- Santa metrópolis de Hermópolis, exarcado de Egipto I: con sede en Tanta. El metropolitano es vicario patriarcal para las comunidades de habla árabe de Egipto y reside en Heliópolis, El Cairo. El metropolitanato fue restaurado en 1927.
- Santa metrópolis de Heliópolis: fue revivida en el siglo XX como obispado titular y como metropolitanato titular el 14 de marzo de 2003. Desde el 23 de noviembre de 2013 es residencial.
- Santa metrópolis de Cirene, exarcado de la península de Libia: con sede en Marsa Matruh y jurisdicción sobre la gobernación de Matrú. Fue previamente diócesis titular y fue creada el 6 de octubre de 2009 con el sector egipcio del metropolitanato de Trípoli. Su metropolitano es exarca patriarcal en Rusia y reside en Moscú.
- Santa metrópolis de Leontópolis, exarcado de Augustamnica II y el mar Rojo: con sede en Ismailía y jurisdicción sobre las gobernaciones de Ismailía, Suez y Oriental. Fue restablecida el 11 de septiembre de 1908.
- Santa metrópolis de Menfis, exarcado de Egipto: con sede en el Heliópolis en el área metropolitana de El Cairo. Fue restaurado en 1968.
- Santa metrópolis de Nilópolis: fue obispado titular desde 1972. El 23 de noviembre de 2013 fue restablecida como metropolitanato activo.
- Santa metrópolis de Pelusio, exarcado de Augustámnica I y Mesembria: con sede en Puerto Saíd y jurisdicción sobre las gobernaciones de: Puerto Saíd, Dacalia, Damieta y Sinaí del Norte. Fue restablecida el 30 de noviembre de 1914.
- Santa metrópolis de Ptolemaida, exarcado del Alto Egipto: con sede en Menia y jurisdicción sobre las gobernaciones de Luxor, Asuán, Menia, Fayún, Asiut y Beni Suef. Fue restaurada como metropolitano en 1901, pero anexada a Nubia el 3 de diciembre de 1940. Fue de nuevo establecida el 27 de octubre de 2004.

En África del norte y nororiental
- Santa metrópolis de Cartago, exarcado de toda la Mauritania: con sede en Túnez y jurisdicción sobre Túnez, Marruecos, Argelia, Mauritania y el Sahara Occidental. Fue creada el 9 de diciembre de 1931 luego de extenderse a toda África el patriarcado, incluyendo también a Malta, que pasó luego al patriarcado de Constantinopla. El 27 de noviembre de 1958 el territorio de la abolida metrópolis de Trípoli se anexó a la de Cartago, que cambió su título a exarcado del Norte de África. Trípoli volvió a separarse el 27 de octubre de 2004.
- Santa metrópolis de Trípoli, exarcado de Libia: con sede en Trípoli y jurisdicción sobre Libia. Fue creada en 1866 y el 27 de noviembre de 1958 abolida y unida a la metrópolis de Cartago. Fue restablecida el 27 de octubre de 2004 incluyendo la gobernación de Matrú en Egipto. El 6 de octubre de 2009 perdió su sector egipcio al establecerse el metropolitanato de Cirene.
- Santa metrópolis de Nubia, exarcado de todo Sudán: con sede en Jartum y jurisdicción sobre Sudán. Fue creada en 1908. Después de que Sudán del Sur obtuvo su independencia en 2011, su territorio se convirtió en parte de la metrópolis de Kampala. El 23 de noviembre de 2013 pasó a llamarse Nubia y Sudán del Sur fue de nuevo incorporado a su jurisdicción.
- Santa metrópolis de Axum, exarca de toda Etiopía: con sede en Adís Abeba y jurisdicción sobre Etiopía, Yibuti, Somalía y Eritrea. Fue restablecida el 3 de agosto de 1908, pero no aceptada por las autoridades etíopes hasta el 16 de noviembre de 1931.

En África meridional
- Santa metrópolis de Johannesburgo y Pretoria: con sede en Johannesburgo y jurisdicción en  Sudáfrica sobre la antigua provincia del Transvaal, hoy repartida entre las provincias de Limpopo, Mpumalanga, Gauteng y parte de la del Noroeste. Fue creada en 1928 con una jurisdicción original sobre África desde el ecuador hasta el cabo de Buena Esperanza. El 28 de noviembre de 1958 se le separó el metropolitanato de Irinopolis y África Oriental y el 23 de enero de 1959 los metropolitanatos de Acra y África Occidental y de África Central. El 14 de noviembre de 1968 se formaron las metrópolis del Cabo de Buena Esperanza y de Rodesia, con parte de Johannesburgo.
- Santa metrópolis del Cabo de Buena Esperanza, exarcado de toda Natal: con sede en Ciudad del Cabo y jurisdicción sobre Namibia, Lesoto, Suazilandia y en Sudáfrica las provincias de Cabo del Norte, Cabo Occidental, Cabo Oriental, KwaZulu-Natal, Estado Libre y parte de la del Noroeste (el sector que no pertenecía a la antigua provincia del Transvaal). Fue creada el 14 de noviembre de 1968 con parte de Johannesburgo y Pretoria.
- Santa metrópolis de Zimbabue y Angola: con sede en Harare y jurisdicción sobre Zimbabue y Angola. Fue creada como diócesis de Rodesia el 14 de noviembre de 1968 con parte del metropolitanato de Johannesburgo y jurisdicción sobre Zimbabue, Angola, Malaui, Botsuana y Mozambique. Con la independencia de Zimbabue el 18 de abril de 1980, la diócesis pasó a llamarse Zimbabue. El 23 de septiembre de 1997 se le separó la diócesis de Madagascar, el 1 de noviembre de 2006 la diócesis de Mozambique, el 10 de octubre de 2010 la de Botsuana y el 22 de febrero de 2001 la de Zambia.
- Santa metrópolis de Madagascar: con sede en Antananarivo y jurisdicción sobre Madagascar (parte), Mauricio, Reunión, Comoras y Mayotte. Fue creada el 23 de septiembre de 1997 como diócesis de Madagascar separada del metropolitanato de Zimbaue y el 21 de noviembre de 2012 fue elevada a metropolitanato. El 26 de noviembre de 2018 se le separó la diócesis de Toliara y el Sur de Madagascar. El 9 de octubre de 2019 fue renombrado a Antananative y Norte de Madagascar.
- Santa metrópolis de Mozambique: con sede en Maputo y jurisdicción sobre Mozambique. Fue creada el 1 de noviembre de 2006 separada del metropolitanato de Zimbaue.
- Santa metrópolis de Botsuana, con sede en Gaborone y jurisdicción sobre Botsuana. Fue diócesis separada del metropolitanato de Zimbabue desde el 10 de octubre de 2010 hasta el 17 de noviembre de 2016, cuando fue elevada a metropolitanato.
- Santa metrópolis de Zambia: con sede en Lusaka y jurisdicción sobre Zambia. Separada del metropolitanato de Zimbabue, fue creada como diócesis de Zambia el 22 de febrero de 2001 y el 6 de octubre de 2009 fue elevada a metropolitanato e incorporó Malaui (que se separó el 26 de noviembre de 2018 como diócesis).
- Santa metrópolis de Malaui, con sede en Βlantyre y jurisdicción sobre Malaui. Fue creada el 26 de noviembre de 2018 por separación del metropolitanato de Zambia.
- Santa diócesis de Toliara y el Sur de Madagascar: con sede en Toliara y jurisdicción sobre parte de Madagascar. Fue creada el 26 de noviembre de 2018 con parte del metropolitanato de Madagascar.[18]

En África occidental
- Santa metrópolis de Acra, exarcado de África Occidental: con sede en Acra y jurisdicción sobre Ghana, Costa de Marfil, Malí y Burkina Faso. El metropolitano es vicario patriarcal en Alejandría, en donde reside. Fue creado el 23 de enero de 1959 como metropolitanato de Acra y África Occidental, con parte del de Johannesburgo. A mediados de la década de 1970 la sede del metropolitanato estaba ubicada en Yaundé, en Camerún, e incluía 22 países. El 28 de noviembre de 1994 el metropolitanato de Acra pasó a llamarse Camerún. El 23 de septiembre de 1997 se separó la diócesis de Ghana, con sede en Acra y jurisdicción sobre Ghana, Costa de Marfil, Burkina Faso, Malí, Liberia, Sierra Leona, Guinea, Guinea-Bisáu, Gambia, Senegal y Cabo Verde. El 6 de octubre de 2009 la diócesis fue elevada a metropolitanato y renombrada Acra. El 7 de octubre de 2010 fue reducido al crearse la diócesis de Sierra Leona, por lo que el metropolitanato de Acra fue reducido a 4 países.
- Santa metrópolis de Camerún, exarcado de África Occidental, con sede en Yaundé y jurisdicción sobre Camerún, Chad, República Centroafricana, Guinea Ecuatorial y Santo Tomé y Príncipe. El 28 de noviembre de 1994 el metropolitanato de Acra pasó a llamarse Camerún, e incluía 22 países. El 23 de septiembre de 1997 se le separaron las diócesis de Ghana y de Nigeria y posteriormente ese año su jurisdicción sobre la República del Congo pasó al metropolitanato de África Central. El 7 de octubre de 2010 su jurisdicción sobre Gabón pasó a la nueva diócesis de Brazzaville y Gabón.
- Santa metrópolis de Guinea: con sede en Conakri y jurisdicción sobre Sierra Leona, Liberia, Guinea, Guinea Bisáu, Gambia, Senegal y Cabo Verde. Fue creado el 10 de octubre de 2010 como diócesis de Sierra Leona con sede en Freetown, y renombrada a Guinea y elevada a metropolitanato el 21 de noviembre de 2012. Su metropolitano está al frente de la oficina de representación patriarcal en Atenas, Grecia, en donde reside.
- Santa metrópolis de Nigeria, exarcado del Golfo de Guinea: con sede en Lagos y jurisdicción sobre Nigeria, Níger, Benín y Togo. Fue creado como diócesis el 23 de septiembre de 1997 con parte del metropolitanato de Camerún. El 27 de octubre de 2004 fue elevada a metropolitanato.

En África central
- Santa metrópolis de Kinsasa y exarcado de África Central: con sede en Kinsasa y jurisdicción sobre parte de la República Democrática del Congo. Fue creado el 23 de enero de 1959 como metropolitanato de África Central, con parte del de Johannesburgo. Su jurisdicción se extendía al Congo Belga, Burundi y Ruanda. En 1997 fue ampliado incorporando la República del Congo, separada del metropolitanato de Camerún. El 1 de noviembre de 2006 se le separó la diócesis de Kolwezi en la provincia de Katanga y el 6 de octubre de 2009 se le separó la diócesis de Ruanda y Burundi. El 7 de octubre de 2010 el territorio de la República del Congo pasó a formar la diócesis de Brazzaville y Gabón. El 24 de noviembre de 2015 pasó a llamarse metropolitanato de Kinsasa. El 26 de noviembre de 2018 se le separó Kananga.
- Santa metrópolis de Katanga: con sede en Lubumbashi y jurisdicción sobre la región de Katanga en el República Democrática del Congo. Fue creada el 1 de noviembre de 2006 como diócesis de Kolwezi, con parte del metropolitanato de África Central. El 9 de octubre de 2009 cambió su nombre a diócesis de Katanga y fue elevada a metropolitanato el 26 de noviembre de 2014.
- Santa metrópolis de Burundi y Ruanda: con sede en Buyumbura y jurisdicción sobre Burundi, Ruanda y la parte oriental de la República Democrática del Congo. Fue creada como diócesis el 6 de octubre de 2009 con parte del metropolitanato de África Central. El 26 de noviembre de 2018 fue elevada a metropolitanato.
- Santa metrópolis de Brazzaville y Gabón: con sede en Pointe-Noire y jurisdicción sobre República del Congo y Gabón. Fue creada como diócesis el 7 de octubre de 2010 con parte del metropolitanato de África Central y con sede formal en Brazzaville.
- Santa metrópolis de Kananga, exarcado de África Ecuatorial: con sede en Kananga y jurisdicción sobre parte de a República Democrática del Congo. Fue creada el 26 de noviembre de 2018 con parte de Kinsasa,

En África oriental
- Santa metrópolis de Irinópolis, exarcado del este de Tanzania y Seychelles: con sede en Dar es-Salam y jurisdicción sobre las Seychelles y parte de Tanzania. Fue creado el 28 de noviembre de 1958 como metropolitanato de Irinópolis y África Oriental, con parte del de Johannesburgo. Su jurisdicción se extendía a Kenia, Uganda y Tanzania. En 1971 la sede fue trasladada a Nairobi. El 28 de noviembre de 1994 se le separó el metropolitanato de Kampala y fue renombrado a Kenia e Irinópolis. En septiembre de 1997 se le separó la diócesis de Bukova. El 23 de noviembre de 1999 se separó el metropolitanato de Kenia y fue renombrado a metropolitanato de Dar es-Salam. El 27 de octubre de 2004 fue de nuevo renombrado a Irinópolis e incorporó Seychelles que antes pertenecía al metropolitanato de Kenia. El 17 de noviembre de 2016 se le separó la diócesis de Arusha y Tanzania Central.
- Santa metrópolis de Kampala y toda Uganda: con sede en Kampala y jurisdicción sobre Uganda. Fue separada del metropolitanato de Irinópolis el 28 de noviembre de 1994. Después de que Sudán del Sur obtuvo su independencia en 2011, su territorio fue agregado al metropolitanato de Kampala separándolo de Nubia, pero en 2013 la separación fue revertida. El 26 de noviembre de 2018 se le separó la diócesis de Gulu y Uganda Oriental.
- Santa metrópolis de Nairobi: con sede en Nairobi y jurisdicción sobre parte de Kenia. Fue creado el 23 de noviembre de 1999 con parte de Kenia e Irinópolis. El 24 de noviembre de 2015 se le separaron las diócesis de Nyeri y Monte Kenia; y de Kisumu y Kenia Occidental, a la vez que fue renombrado a Nairobi.
- Santa metrópolis de Mwanza: con sede en Mwanza y jurisdicción sobre las regiones de Kager, Kigoma, Shinyang, Mwanza y Mara en el noroeste de Tanzania. Fue creada como diócesis de Bukoba, con sede en Bukova, en septiembre de 1997 por separación del metropolitanato de Irinópolis y luego elevada a metropolitanato de Mwanza el 23 de noviembre de 2007.
- Santa diócesis de Nyeri y Monte Kenia: con sede en Nyeri y jurisdicción sobre parte de Kenia. Fue creada el 24 de noviembre de 2015 con parte del metropolitanato de Kenia.
- Santa diócesis de Kisumu y Kenia Occidental: con sede en Kisumu y jurisdicción sobre parte de Kenia.
- Santa diócesis de Arusha y Tanzania Central: con sede en Iringa y jurisdicción sobre parte de Tanzania. Fue creada el 17 de diciembre de 2016 con parte del metropolitanato de Irinópolis.
- Santa diócesis de Gulu y Uganda Oriental: con sede en Gulu y jurisdicción sobre parte de Uganda. Fue creada el 26 de noviembre de 2018 con parte del metropolitanato de Kampala.

### Sedes titulares
Los obispos auxiliares del patriarcado son metropolitanos titulares y a 2019 existen:
- Metropolitano de Babilonia de Egipto y abad del santo monasterio de San Jorge en El Cairo.
- Metropolitano de Nitria y vicario patriarcal en El Cairo.

Otras sedes titulares del patriarcado son otorgadas a obispos eméritos o auxiliares, entre las más recientes están: Kaisaria, Elefsina, Tebas, Andinois, Diospolis, Arsinoe, Rirouta, Mareotis, Diavleia, Naucratis, Berenice, Canopus, Karvasos, Tamiathus.
En documentos de los siglos XVII y XVIII se mencionan los obispos titulares de Tebas y los metropolitanos titulares de Menfis y Libia.